# Davidiella variabile
Davidiella variabile är en svampart som beskrevs av Crous, K. Schub. & U. Braun 2007. Davidiella variabile ingår i släktet Davidiella och familjen Davidiellaceae.   Inga underarter finns listade i Catalogue of Life.